# Festa do São Pedro de Belém (Paraíba)
A Festa do São Pedro, realizada anualmente no primeiro final de semana do mês de julho na cidade de Belém, no estado da Paraíba, é considerada uma das maiores e melhores festas juninas do interior paraibano, atraindo turistas de diversas cidades do Brasil.

## História

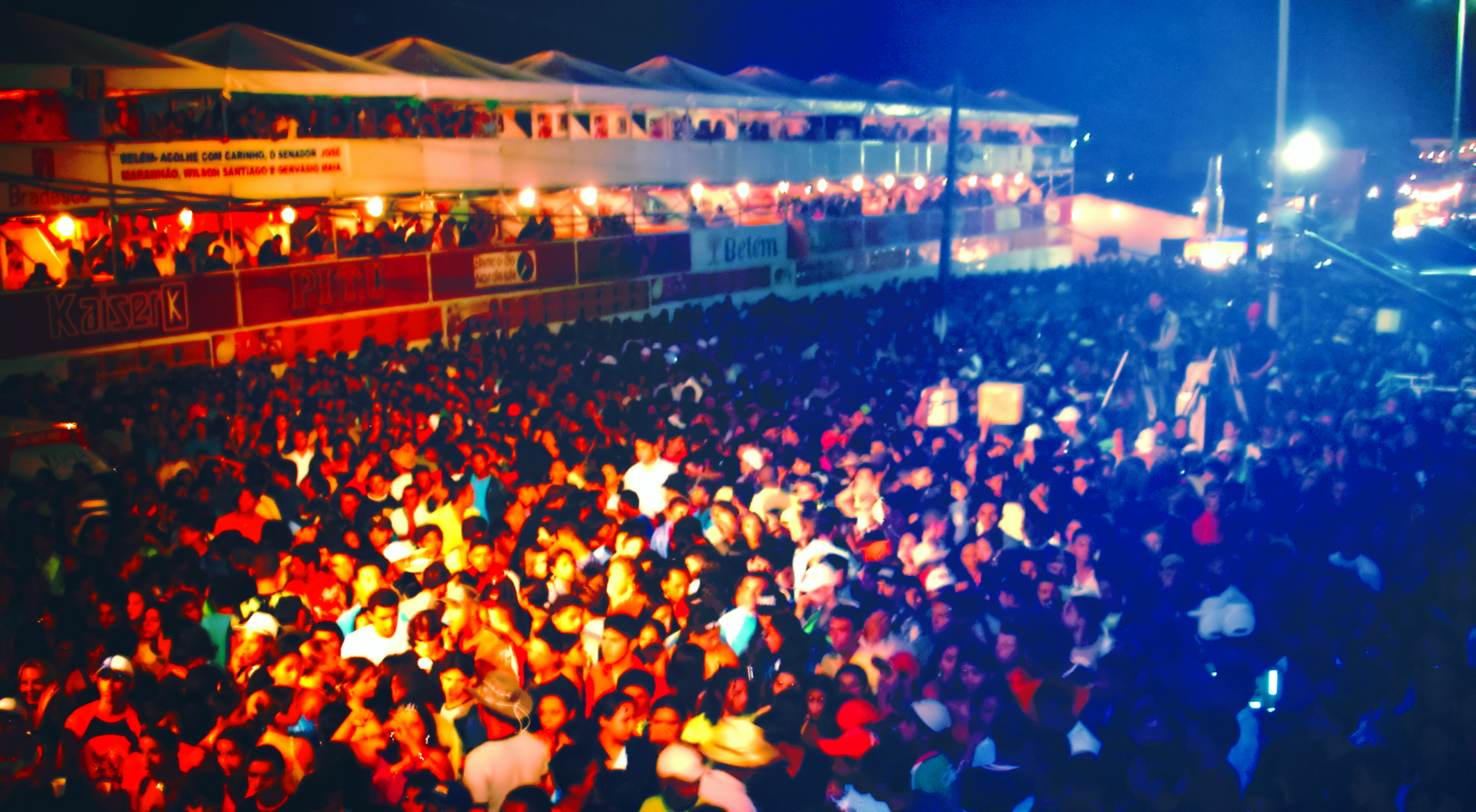
São Pedro de Belém.

Criada em 1997, pelo prefeito Tarcisio Marcelo, a festa do São Pedro é o maior evento cultural e turístico da atualidade na cidade de Belém. São quatro dias de festa animados pelos principais grupos ou bandas musicais de forró que se apresentam na Região Nordeste e no Brasil.
Desde o dia 02 julho de 2004, está incluída no Calendário Turístico do Estado da Paraíba, através da Lei Estadual nº 7.620, aprovada pela Assembleia Legislativa da Paraíba.

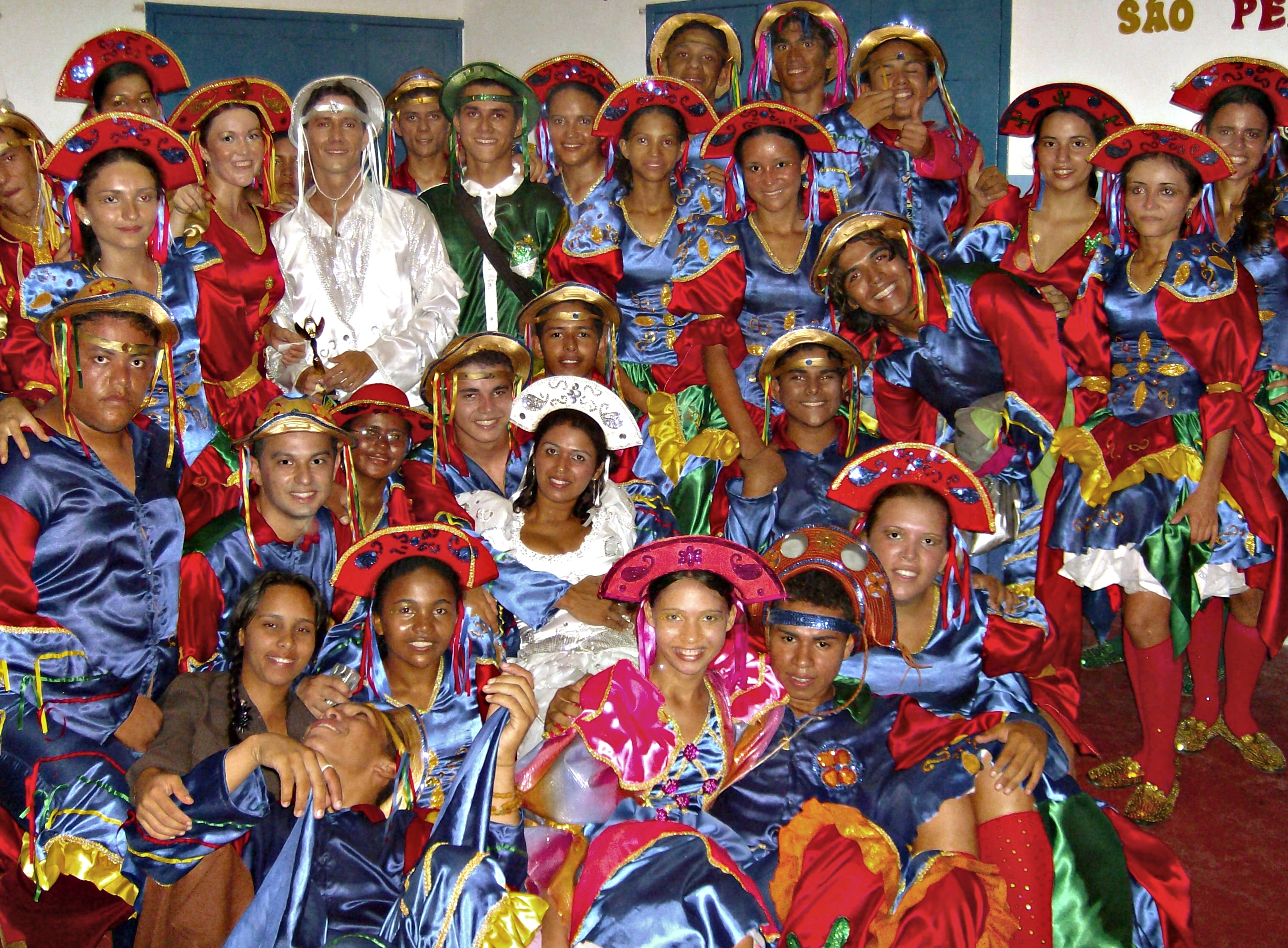
Quadrilha Junina belenense Estação Xodó.

No decorrer das várias edições dos festejos, além das bandas de forró, artistas de renome nacional como Alceu Valença, Fagner (2002), Zé Ramalho (2003), Leonardo (2004), Cláudia Leite (2002), na época vocalista da Banda Babado Novo, e Maria Cecília e Rodolfo se apresentaram no São Pedro de Belém, transformando esse evento numa das principais festas populares do estado. Segundo projeções dos organizadores do evento, o público presente na abertura da festa, edição de 2012, atingiu cerca de 50 mil pessoas, demonstrando a grandeza do evento no município com uma população de quase 18 mil habitantes.
Durante os festejos juninos, além dos shows com as principais bandas de forró do Nordeste, os turistas que visitam a cidade de Belém poderão desfrutar de variados pratos típicos da região nordestina feitos do milho como canjica, munguzá, pamonha, etc. E ainda conferir as apresentações das tradicionais quadrilhas juninas e do autêntico forró pé-de-serra nas ruas próximas ao evento.

## Infraestrutura

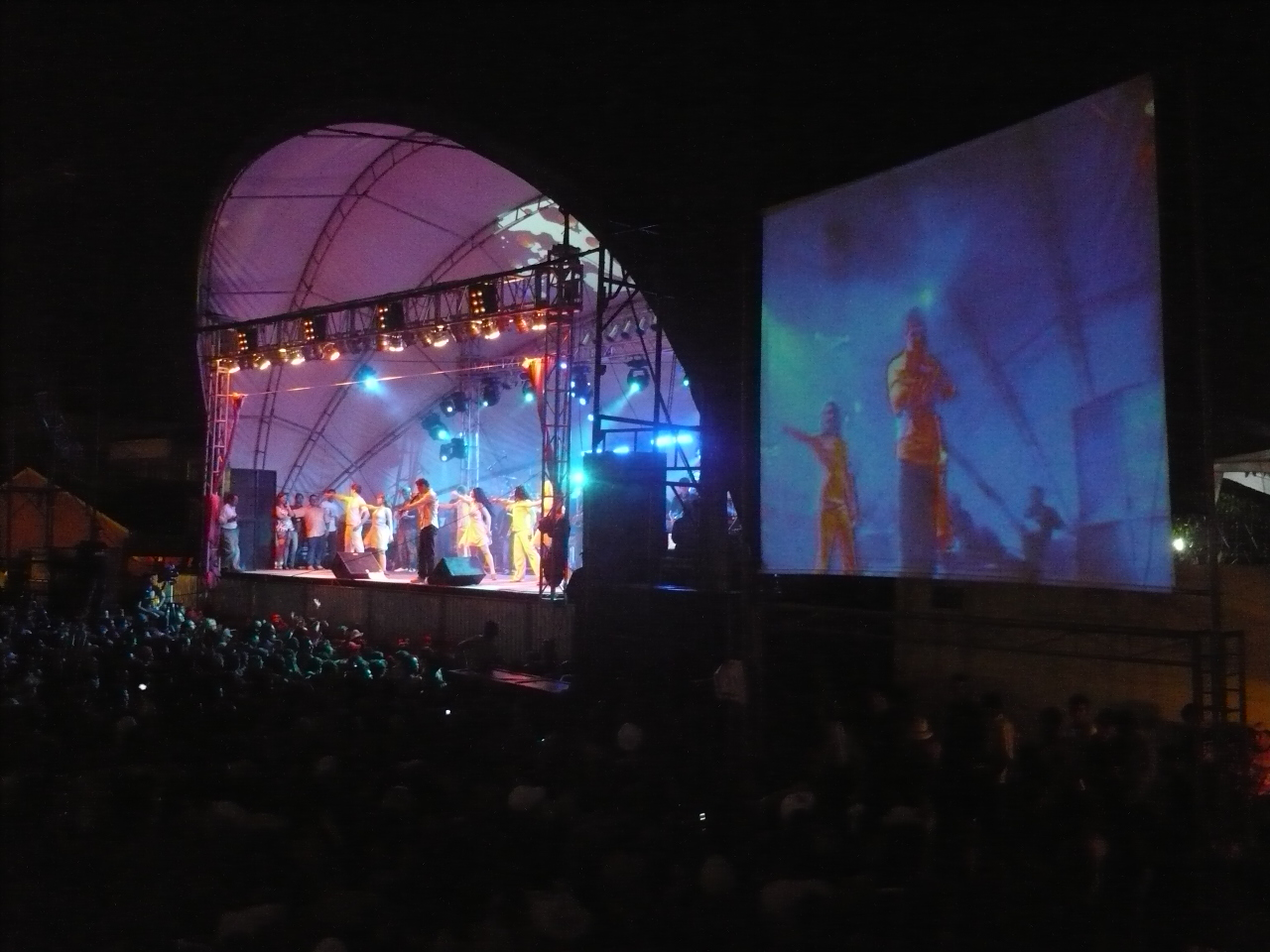
Palco da Festa do São Pedro de Belém, edição 2008.

Mantendo a tradição nordestina dos festejos juninos nas ruas das cidades do interior, a Festa do São Pedro de Belém é realizada numa das principais avenidas da cidade, na Rua Brasiliano da Costa, iniciando ao lado do ginásio poliesportivo “O Xaviezão” e se estendendo por ruas intermediárias.
Nas últimas edições foram acrescentados palcos e locais secundários para apresentações de artistas do município com o ritmo do forró pé-de-serra, e para apresentações das quadrilhas juninas, além do palco principal e dos camarotes.

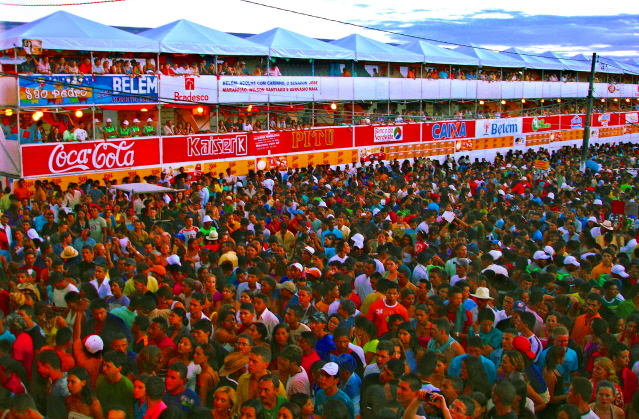
Vista parcial dos camarotes, edição 2008.

Ao longo da avenida onde se realiza o São Pedro de Belém, são instaladas dezenas de barracas que servem de apoio aos turistas, com comidas e bebidas típicas da região e também guaritas com policiais militares para a segurança do evento.
Para a hospedagem, existem várias pousadas, residências e pequenos hotéis cadastrados para o acolhimento aos turistas que permanecem no período da festa. A cidade também dispõe de diversos estabelecimentos comerciais como padarias, bares, restaurantes, supermercados, pizzarias, etc. Dispõe ainda de uma agência bancária do Bradesco, Casa Lotérica da Caixa Econômica Federal, Banco Postal/Agência dos Correios (Banco do Brasil).

## Acesso e localização

Localização de Belém, no estado da Paraíba, na região Nordeste do Brasil.

Com uma localização geográfica privilegiada, o acesso ao município de Belém, no estado da Paraíba, pode ser feito através das rodovias estaduais PB-073 , vindo da capital João Pessoa em direção à Microrregião de Guarabira, e pela PB-105, vindo da cidade de Campina Grande em direção à Microrregião do Brejo Paraibano, e ainda pela BR-101 e BR-230, acessando as duas rodovias estaduais citadas.
A cidade de Belém também está próxima à divisa do estado da Paraíba com o estado do Rio Grande do Norte pelo município de Passa e Fica, e ainda pelo município de Nova Cruz, através da PB-089. Em relação a distância entre as principais cidades da região, Belém dista cerca de 120 km de João Pessoa, 95 km de Campina Grande, 140 km de Natal e 250 km de Recife.

## Galeria de imagens

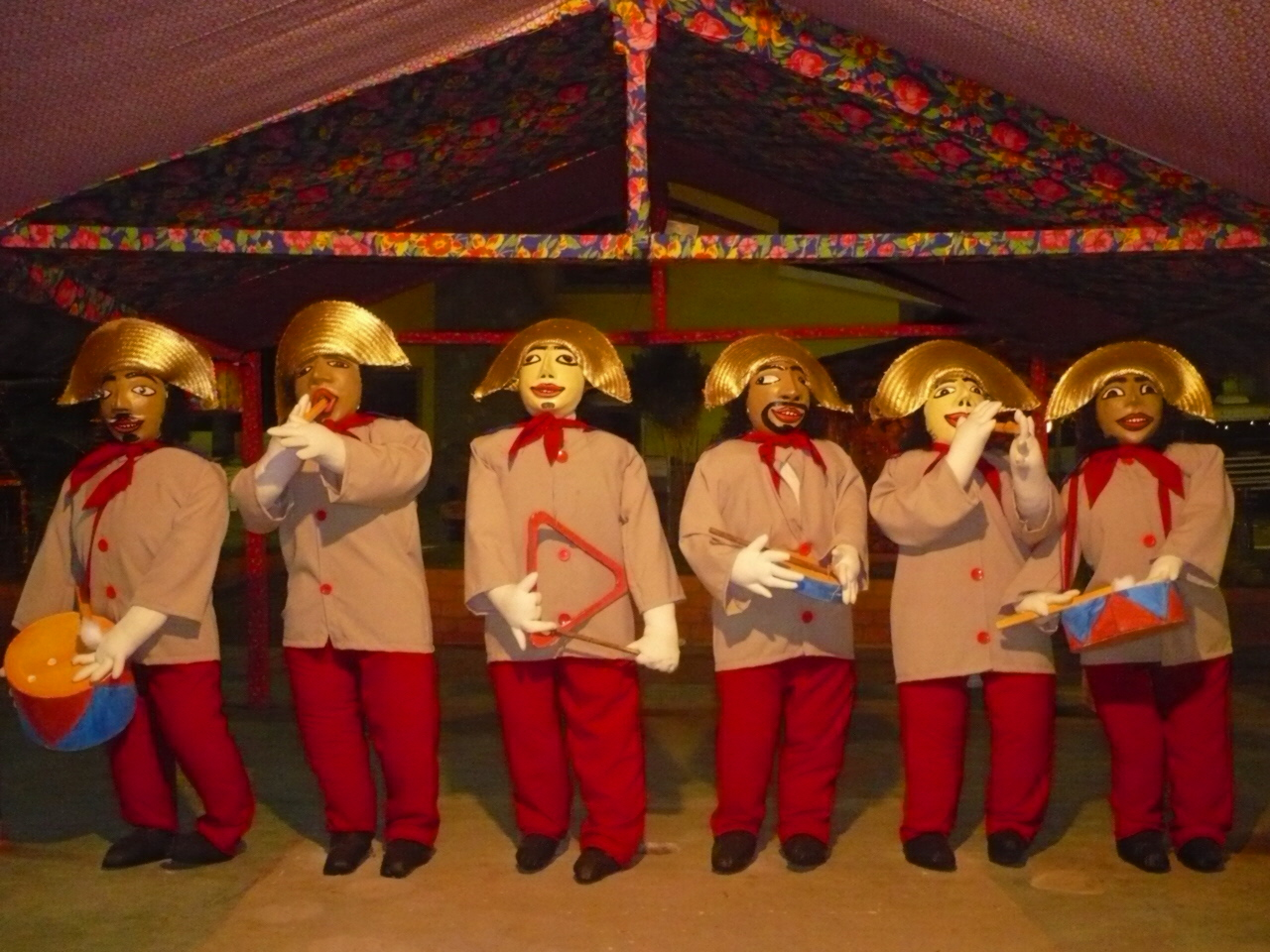
Banda de Pífano. Ornamentação Junina de 2008.
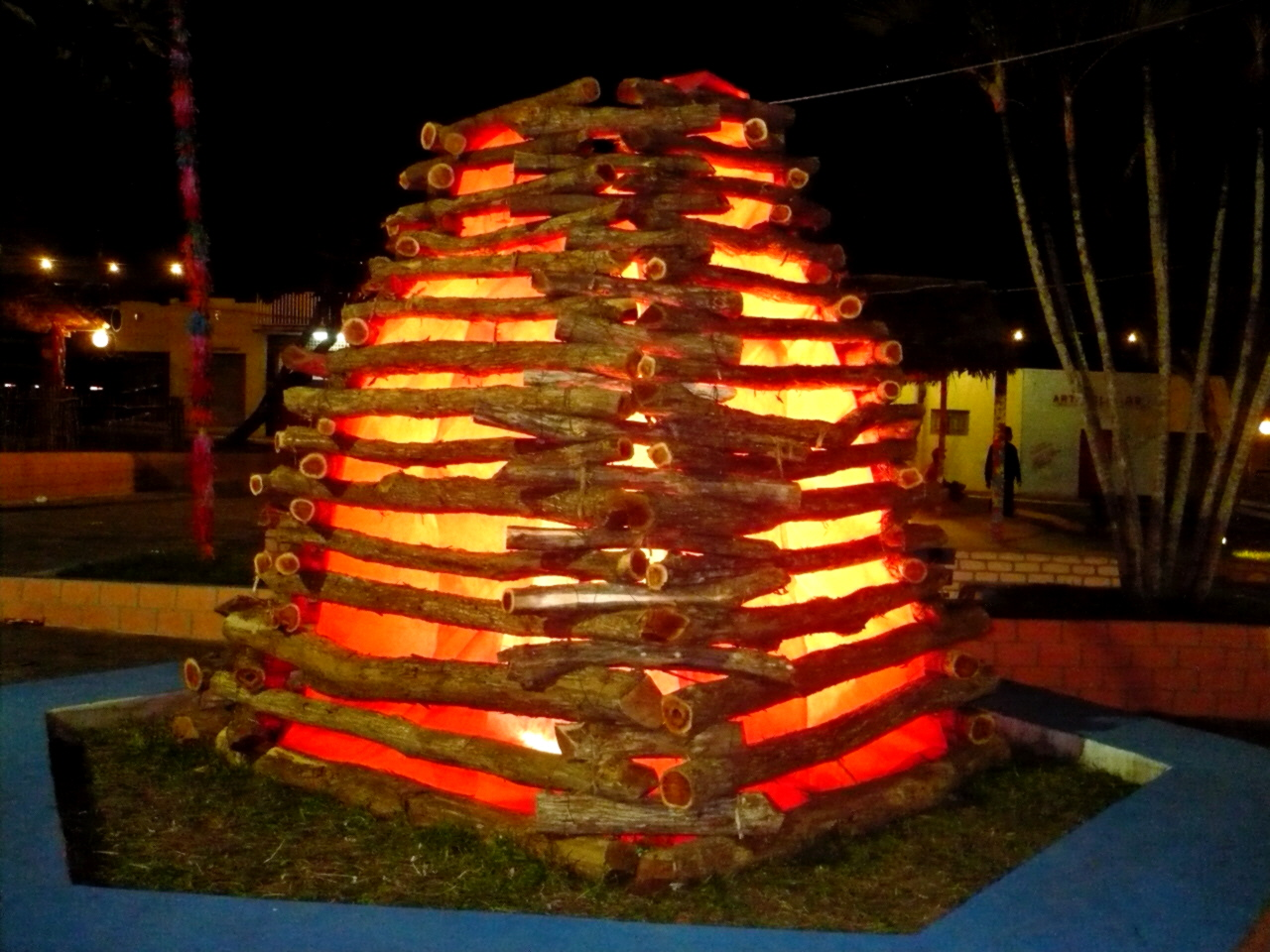
Fogueira na Praça. Ornamentação Junina de 2008, em Belém da Paraíba.
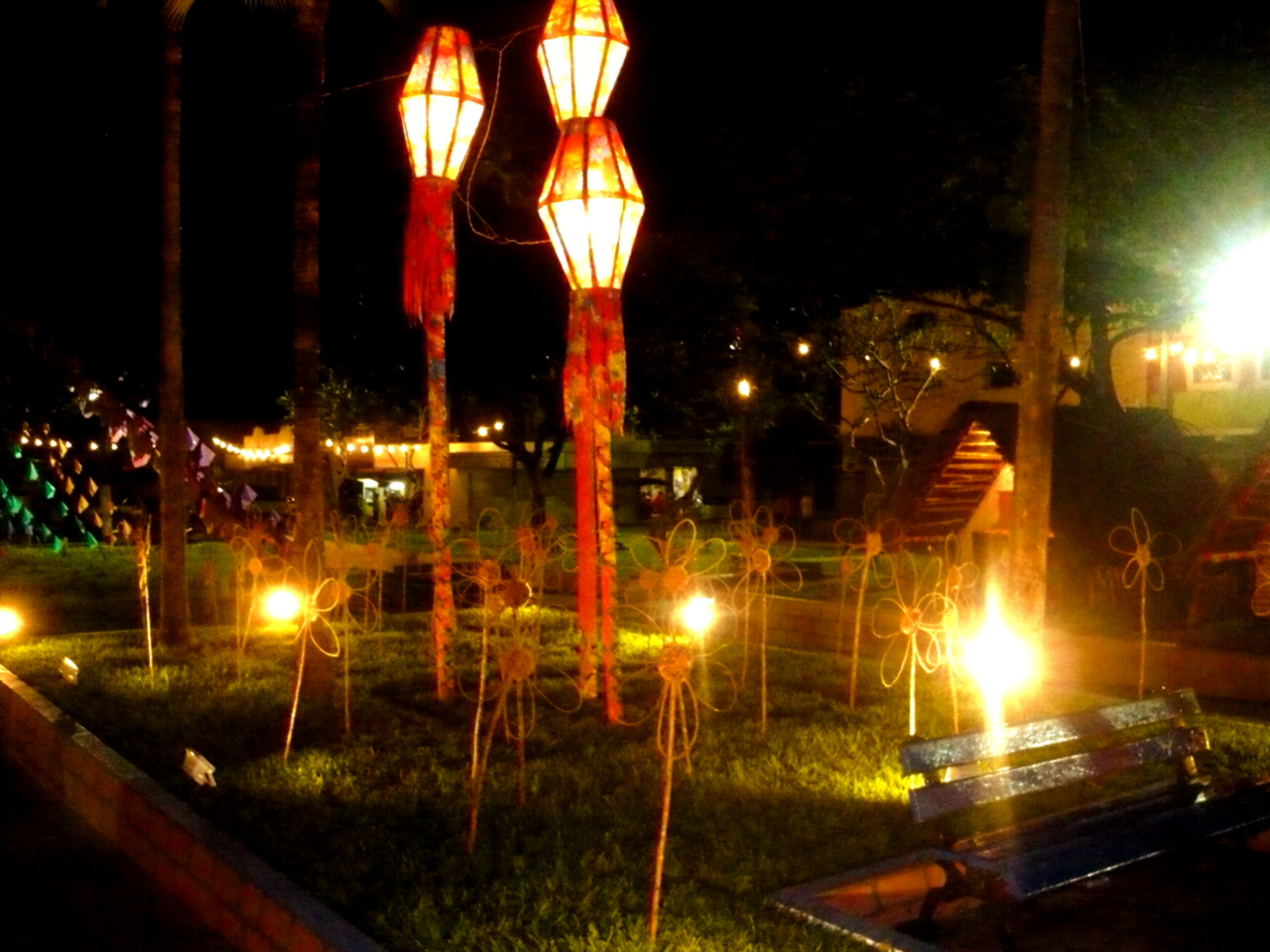
Ornamentação da Praça Seis de Setembro, edição 2008.
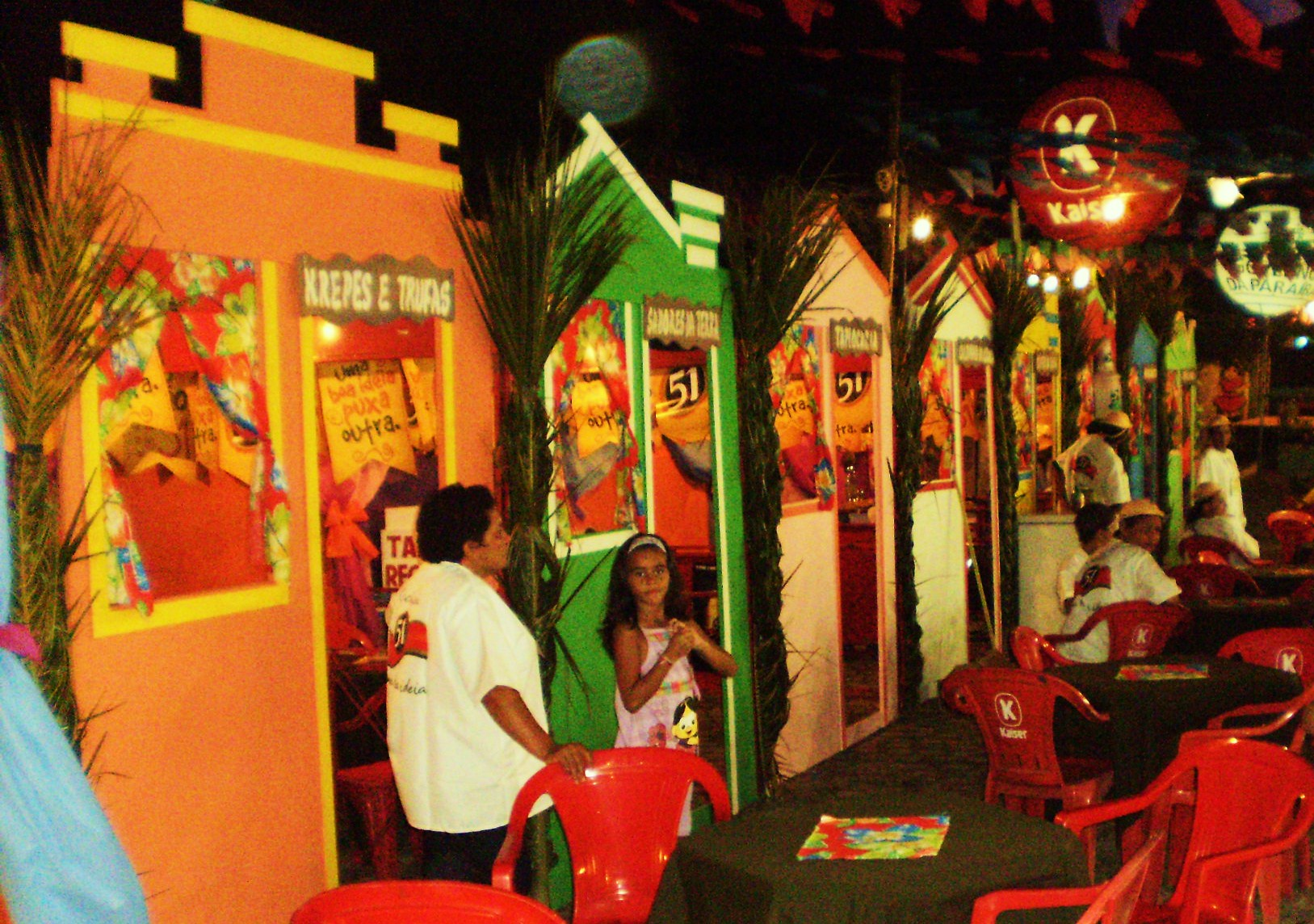
Barzinhos cenográficos no São Pedro 2009 em Belém.
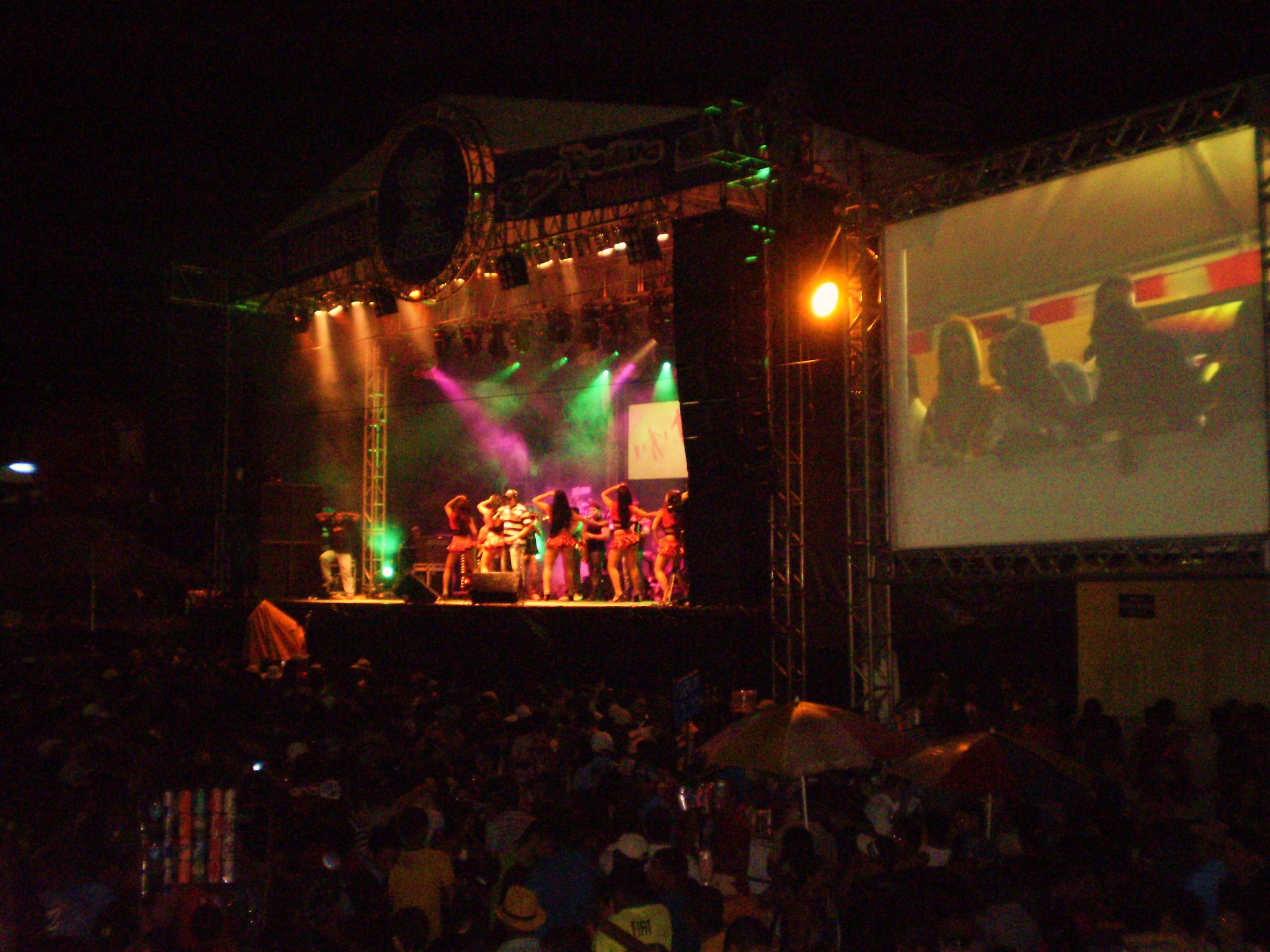
Palco principal da edição 2009.